# 5ns Premis del Cinema Europeu
Els 5ns Premis del Cinema Europeu, presentats per l'Acadèmia del Cinema Europeu, van reconèixer l'excel·lència del cinema europeu. La cerimònia va tenir lloc el 25 de novembre de 1992 novament al Studio Babelsberg de Potsdam, Alemanya, i va ser presentada per l'actriu i productora austríaca Senta Berger i l'actor britànic Ben Kingsley.
Les pel·lícules amb més nominacions (tres cadascuna) van ser per al drama romàntic Les Amants du Pont-Neuf del francès Leos Carax, i La Vie de Bohème, una coproducció finlandesa-francesa-suec-alemanya dirigida pel finlandès Aki Kaurismäki. Les van seguir amb dues nominacions el drama de l'italià Gianni Amelio Nens robats i la pel·lícula Europa del danès Lars von Trier.

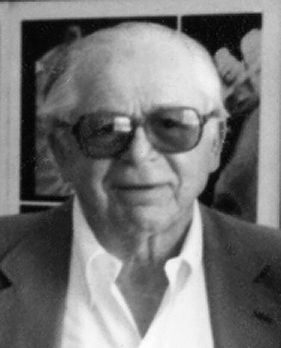
Billy Wilder, premi a la trajectòria

El premi a la millor pel·lícula va ser per la italiana Nens robats. La francesa Les Amants du Pont-Neuf va guanyar els premis a la millor actriu, millor fotografia i millor muntatge, mentre que La Vie de Bohème va guanyar el de millor actor i el de millor actor de repartiment. El premi a la carrera fou atorgat a Billy Wilder.

## Guanyadors i nominats
Els guanyadors estan en fons groc i en negreta.

### Millor pel·lícula europea
| Títol                   | Director(s)    | Productor(s)       | País   |
| ----------------------- | -------------- | ------------------ | ------ |
| Nens robats             | Gianni Amelio  | Angelo Rizzoli Jr. | Itàlia |
| La Vie de bohème        | Aki Kaurismäki | Aki Kaurismäki     | /      |
| Les Amants du Pont-Neuf | Leos Carax     | Christian Fechner  | França |

### Millor nova pel·lícula
| Títol            | Director(s)        | Productor(s)                        | País          |
| ---------------- | ------------------ | ----------------------------------- | ------------- |
| De noorderlingen | Alex van Warmerdam | Laurens Geels, Dick Maas            | Països Baixos |
| Nord             | Xavier Beauvois    | Bernard Verley, Jean-Bernard Fetoux | França        |
| Trys dienos      | Šarūnas Bartas     | Audrius Kuprevičius                 | Lituània      |

### Millor actriu europea
| Receptor(s)        | Títol                     |
| ------------------ | ------------------------- |
| Juliette Binoche   | Les Amants du Pont-Neuf   |
| Johanna ter Steege | Dolça Emma, estimada Böbe |
| Barbara Sukowa     | Europa                    |

### Millor actor europeu
| Receptor(s)     | Títol                   |
| --------------- | ----------------------- |
| Matti Pellonpää | La Vie de bohème        |
| Denis Lavant    | Les Amants du Pont-Neuf |
| Enrico Lo Verso | Nens robats             |

### Millor actor secundari
| Receptor(s)         | Títol                   |
| ------------------- | ----------------------- |
| André Wilms         | Les Amants du Pont-Neuf |
| Väino Laes          | Rahu tänav              |
| Ernst-Hugo Järegård | Europa                  |

### Millor actriu secundària
| Receptor(s)  | Títol                     |
| ------------ | ------------------------- |
| Ghita Nørby  | Freud flyttar hemifrån... |
| Évelyne Didi | La Vie de bohème          |
| Bulle Ogier  | Nord                      |

### Millor guió europeu
| Receptor(s)  | Títol                     |
| ------------ | ------------------------- |
| István Szabó | Dolça Emma, estimada Böbe |

### Millor fotografia
| Receptor(s)         | Títol                   |
| ------------------- | ----------------------- |
| Jean-Yves Escoffier | Les Amants du Pont-Neuf |

### Millor compositor
| Receptor(s)           | Títol            |
| --------------------- | ---------------- |
| Vincent van Warmerdam | De Noorderlingen |

### Millor direcció artística
| Receptor(s)  | Títol |                  |
| ------------ | ----- | ---------------- |
| Rikke Jelier |       | De Noorderlingen |

### Millor edició
| Receptor(s)    | Títol                   |
| -------------- | ----------------------- |
| Nelly Quettier | Les Amants du Pont-Neuf |

### Millor documental
| Resultat                     | Títol        | Director(s)    | País     |
| ---------------------------- | ------------ | -------------- | -------- |
| Documental Europeu Guanyador | Neregių žemė | Audrius Stonys | Lituània |

### Premi a la carrera
- Billy Wilder

### Premi de mèrit
- Museum of the Moving Image

### Mencions especials
- Les amants d'assises, dirigit per Manu Bonmariage () (millor documental)
- Dostoevsky's Travels, dirigit per Paweł Pawlikowski () (millor documental)

## Galeria de guanyadors

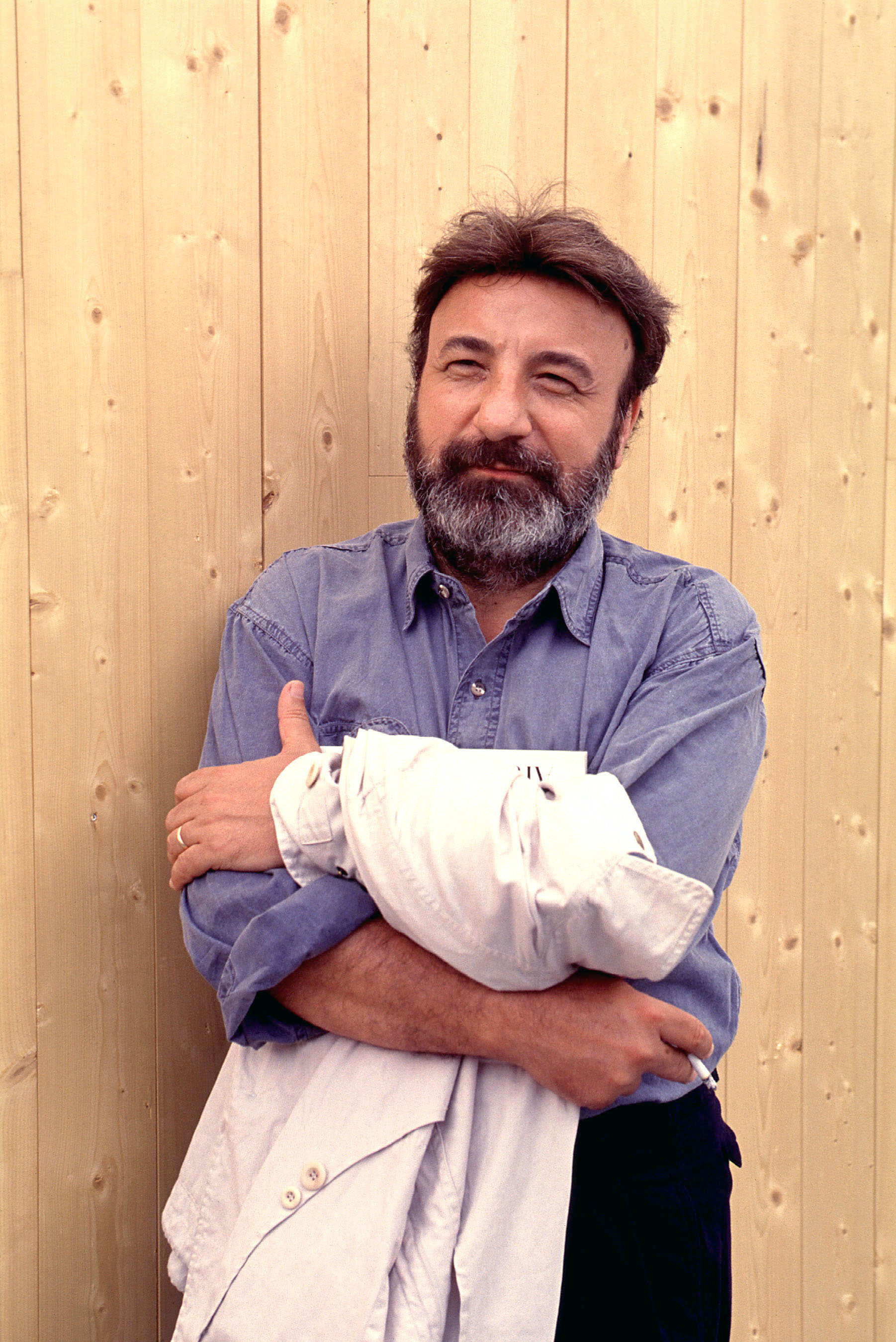
Gianni Amelio, premi a la millor pel·lícula
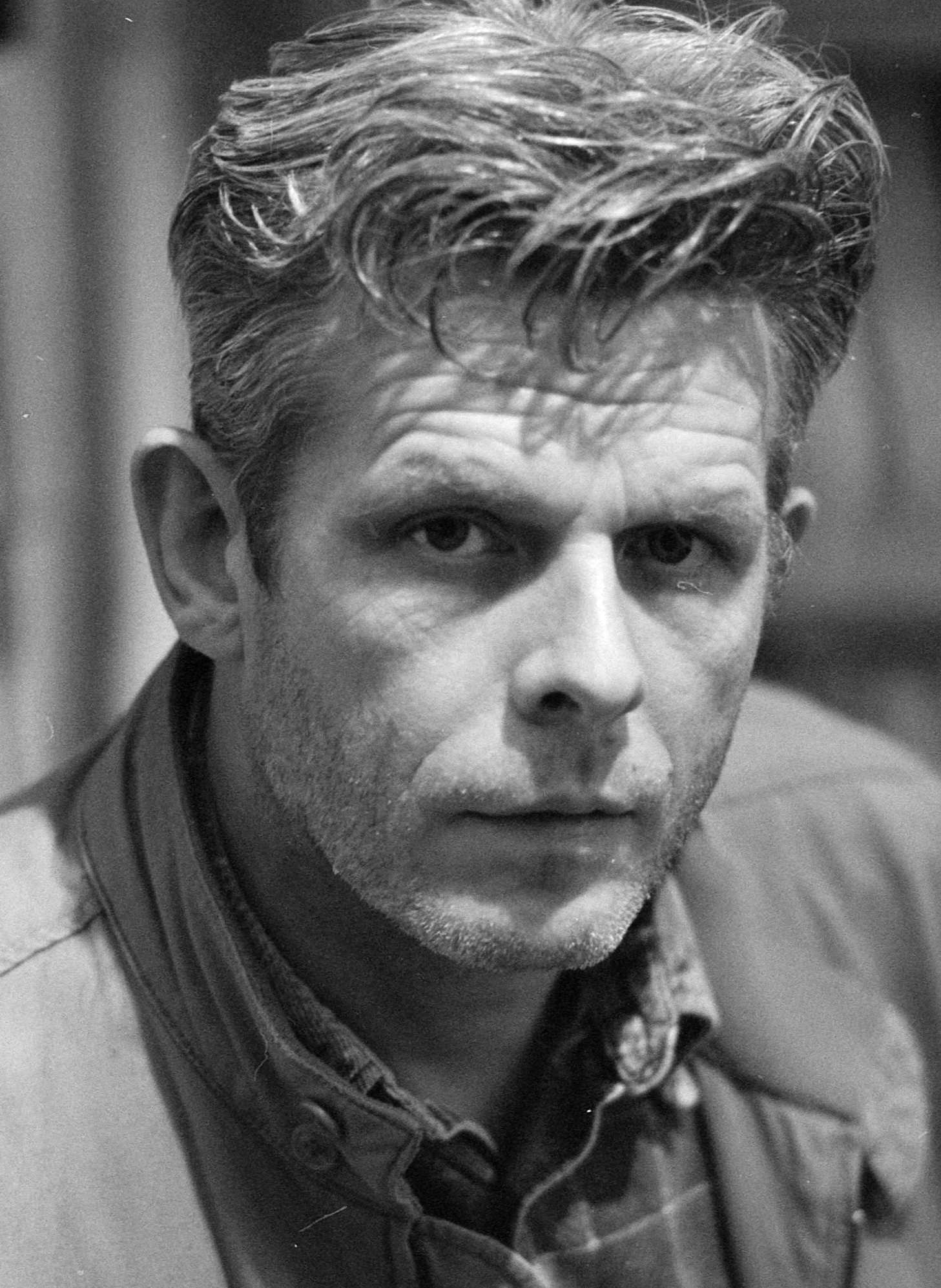
Alex van Warmerdam, premi a la millor pel·lícula nova
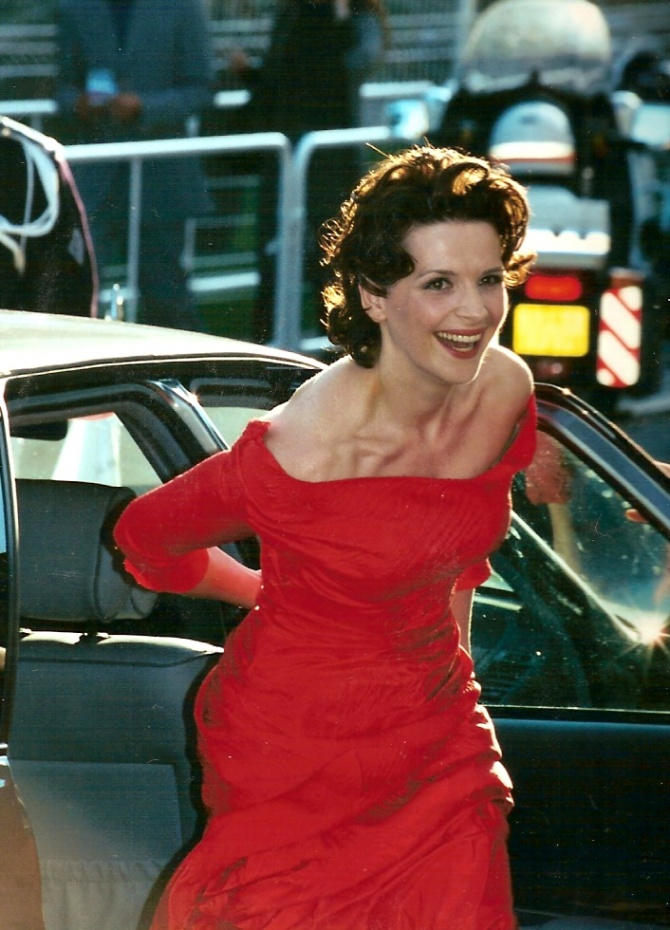
Juliet Binoche, premi a la millor actriu
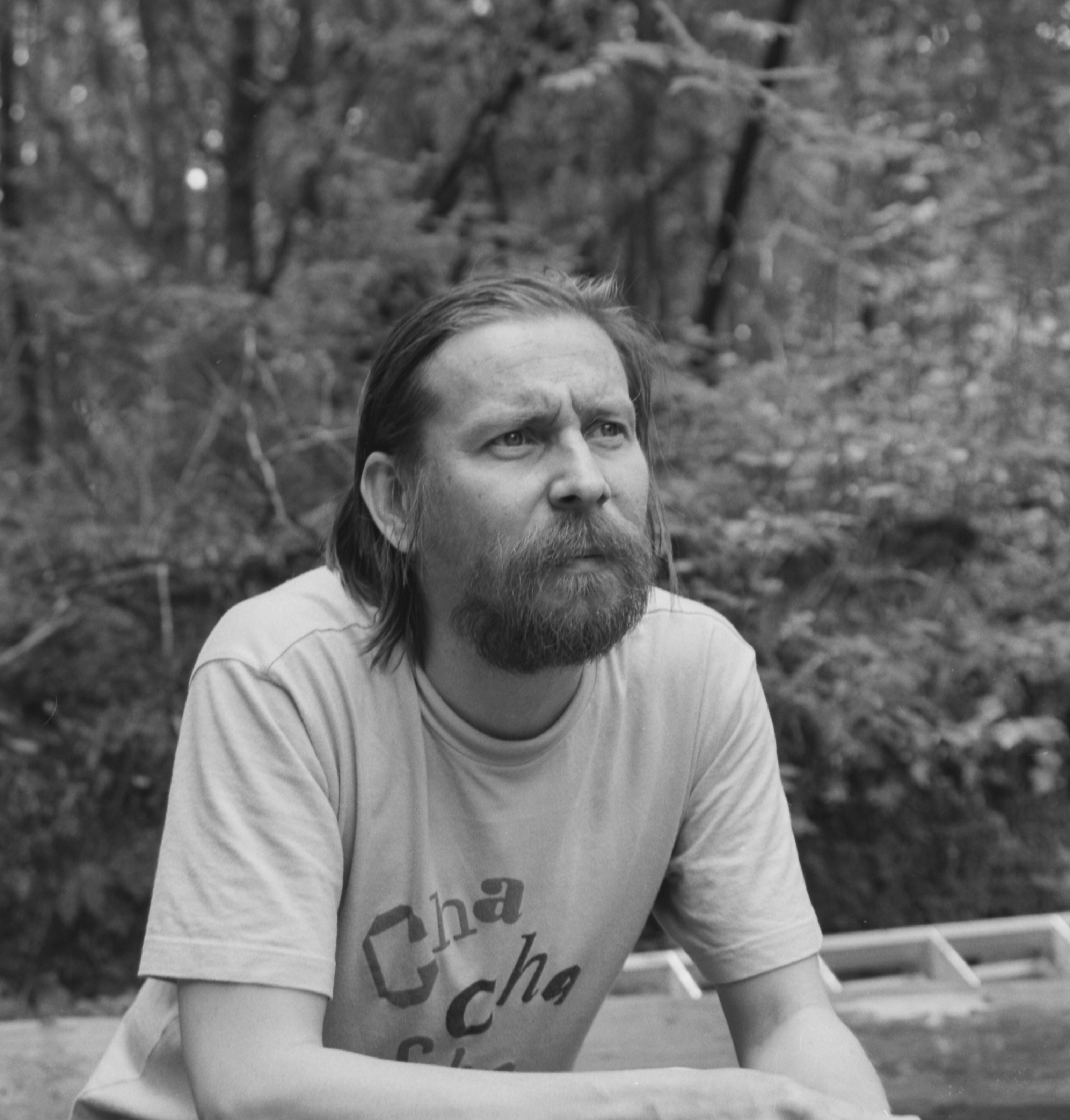
Matti Pellonpää, premi al millor actor
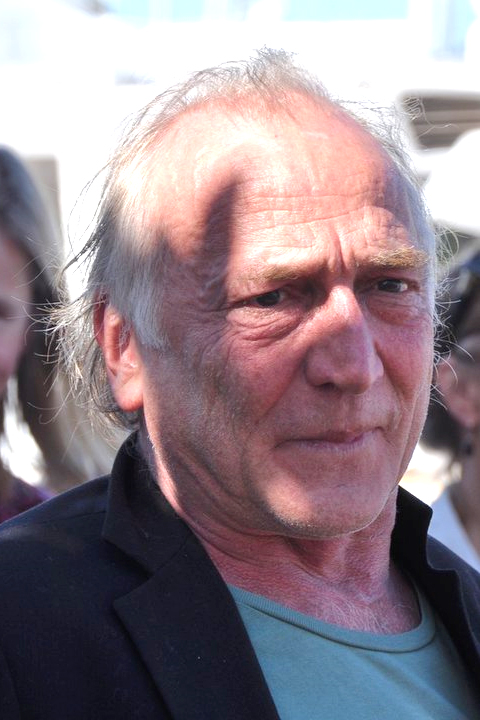
André Wilms, premi al millor actor secundari
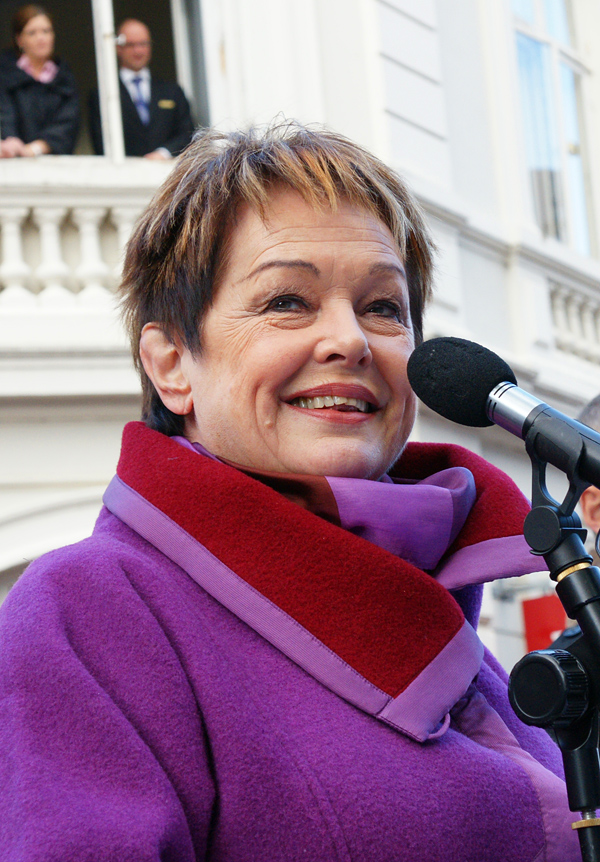
Ghita Nørby, premi a la millor actriu secundària
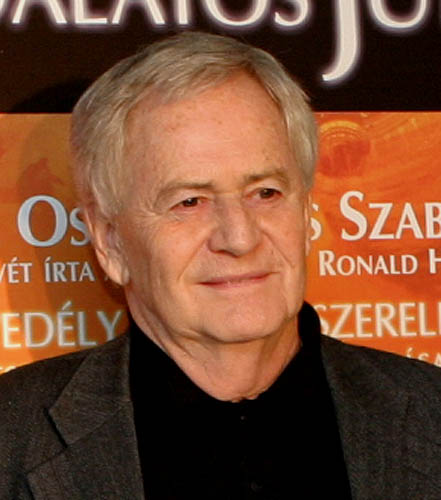
István Szabó, premi al millor guió
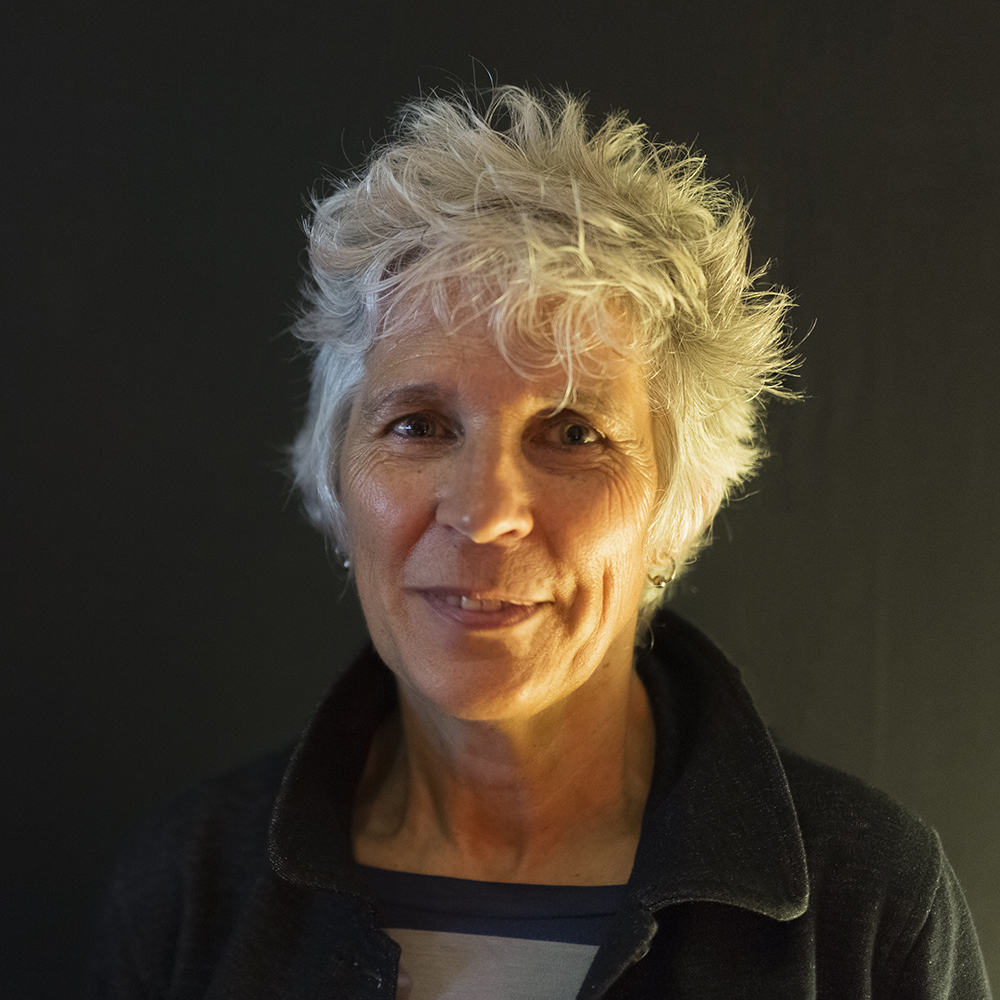
Nelly Quettier, premi a la millor edició